# Donnybrook (ort i Irland)
Donnybrook är en stadsdel i Irlands huvudstad Dublin. Donnybrook ligger 17 meter över havet och antalet invånare är 10 645.